# Ramal A4 del Ferrocarril Belgrano
El Ramal A4 pertenece al Ferrocarril General Belgrano, Argentina.

## Ubicación
Se halla en las provincias de La Rioja y Catamarca. Atraviesa el departamento Arauco en La Rioja, y los departamentos Pomán y Andalgalá en Catamarca.

## Características
Es un ramal de la red de vía estrecha del Ferrocarril General Belgrano, cuya extensión es de 130 km entre las cabeceras Mazán y Andalgalá.

## Historia
El ramal fue propiedad del Ferrocarril Central Norte Argentino. Fue habilitado el 27 de abril de 1910. El último tren de pasajeros funcionó en 1976 y el último carguero fue en 1984. En 2005 se presentó un proyecto para su reconstrucción.